# Penn bazh

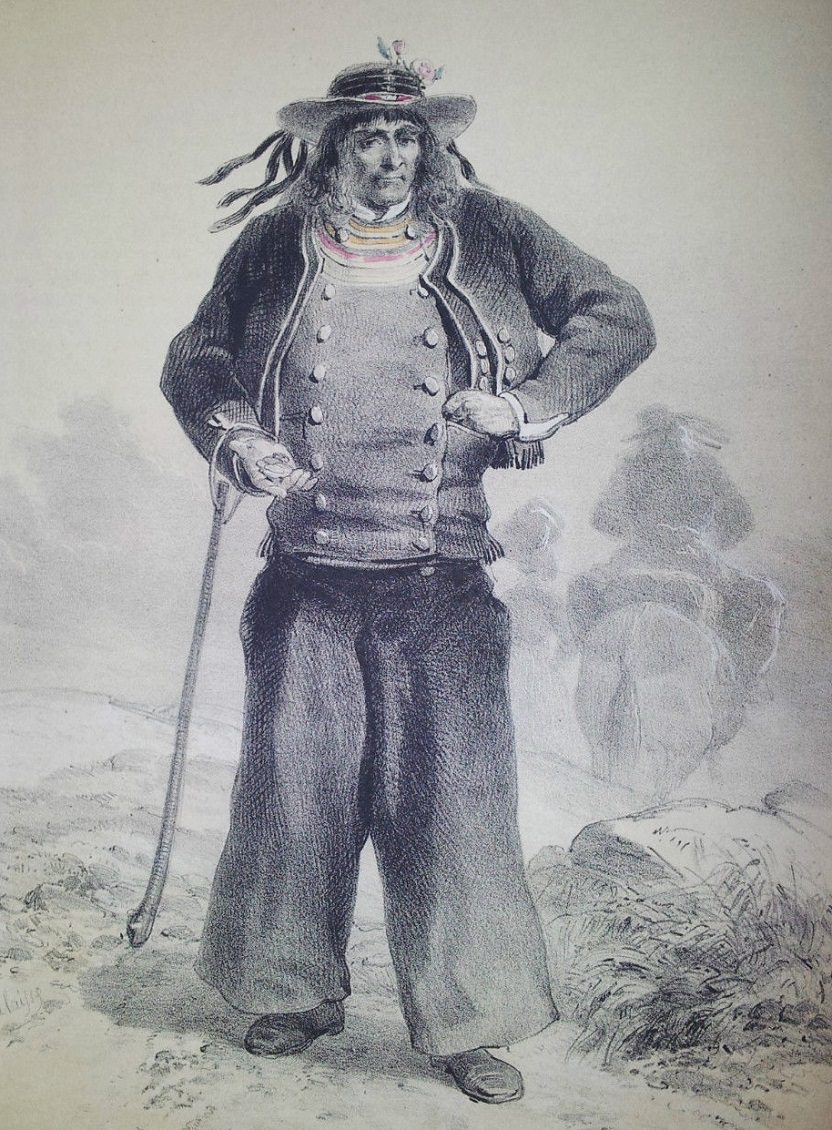
Homme de Pont-l'Abbé, avec un penn-bazh (gravure d'Hippolyte Lalaisse).

Le penn bazh, également écrit penn-bazh, pen-baz ou penbas (bâton à tête) du breton penn (tête ou extrémité) et de bazh (bâton traduit par gourdin ou bâton à bout ferré ,), est un bâton appartenant à la culture et à la tradition bretonne. Son équivalent irlandais est le Shillelagh.

## Description
Le penn bazh est un bâton en bois dur d'une longueur de 80 cm à 1 mètre doté d'une extrémité arrondie, provenant la plupart du temps d'une racine ou d'un nœud, lui permettant de servir de gourdin. L'extrémité la plus fine est équipée d'un lacet de cuir permettant une meilleure prise en main. Le bois choisi est un bois dur, en général du houx ou du chêne. Le bois est le plus souvent taillé afin de lui conférer la forme souhaitée. Le penn bazh peut être sculpté et ornementé. Il est associé à l'âge adulte, les enfants en recevant un à la puberté. Il était utilisé lors des grandes occasions comme aller au marché ou à la foire, aller à un pardon ou rendre visite à un personnage important. Symbole d'autorité, il servait à inspirer le respect et donner un air solennel. 
Il servait aussi lors des bagarres comme Alexandre Bouët et Olivier Perrin l'ont décrit en 1835 lors des parties de soule au pardon de Saint-Servais, alors dans les Côtes-du-Nord. 
Au XIXe siècle, le comte de Limur dira à propos des hommes des Montagnes Noires :
« Ces populations habitent de petites huttes en terre recouvertes d'ajoncs, et les hommes ne sortent jamais pour aller à la foire voisine ou fouler une aire neuve, sans avoir en main leur inséparable penbas. C'est un bâton de houx de la grosseur d'une canne en jonc, un peu forte, terminée par une masse de la grosseur d'une boule. Le bâton est tenu par une lanière de crainte qu'il n'échappe à la main. C'est avec cela que, quand ils reviennent d'une noce ou de fouler une aire neuve, gorgés d'eau-de-vie, ils s'assomment aux cris sauvages de torri ben (« cassons la tête »), sous les prétextes les plus futiles. ».

## Origines
Bâton traditionnel des paysans bretons, il servait à marcher et à se protéger en cas de nécessité. Un coup de penn bazh pouvait facilement briser les os, voire causer la mort comme ce fut le cas lors de la révolte du papier timbré en 1675,.
« Aux mains des hommes de cœur qui parlent le breton, « tout est bon : pioche, pelle, couteau, faucille, cognée, fourche de fer ou Penn bazh. C’est avec ces armes que nos pères vainquirent… Aux mains d’un breton, un Penn bazh est une arme terrible ! » La Fontenelle, pendant la ligue, 1574-1602, Baudry[réf. nécessaire].

## Tuatha Penn Bazh
Le Tuatha Penn Bazh est un sport de combat non traditionnel utilisant le penn bazh comme arme et inventé par Jean-Luc Mordret en 1999[réf. nécessaire].

## Expression
Recevoir un coup de penn bazh, au sens figuré, est l'équivalent de l’expression Recevoir un coup de massue.